# Lolo Lepae
Der Lolo Lepae (kurz: Lepae) ist ein osttimoresischer Berg im Verwaltungsamt Lolotoe (Gemeinde Bobonaro). Er hat eine Höhe von 648 m und befindet sich im Südosten der  Aldeia Lupaltaz (Suco Lupal). Südöstlich liegt der Lolo Holgeben (652 m), nordwestlich das Dorf Tapo.